# Лайдон, Джордж
Джордж Ла́йдон (англ. George Lydon; 24 июня 1902 — 12 августа 1953) — английский футболист, хавбек.

## Футбольная карьера
Уроженец Ньютон-Хит, Манчестер, Лайдон выступал за клубы «Нельсон Юнайтед» и «Моссли». В мае 1928 года перешёл в «Манчестер Юнайтед». В основном составе «Юнайтед» дебютировал 25 декабря 1930 года в матче Первого дивизиона против «Болтон Уондерерс» на стадионе «Бернден Парк». Этот матч стал для Лайдона единственным в основном составе команды в сезоне 1930/31. В следующем сезоне Джордж провёл за первую команду ещё две игры. Больше в основном составе не появлялся, и в январе 1933 года покинул клуб, став игроком «Саутпорта».
В составе «Саутпорта» провёл 4 матча в Третьем северном дивизионе в 1933 году.
Умер в августе 1953 года в возрасте 51 года.

## Статистика выступлений
| Клуб              | Сезон            | Лига | Лига | Кубок | Кубок | Итого | Итого |
| Клуб              | Сезон            | Игры | Голы | Игры  | Голы  | Игры  | Голы  |
| ----------------- | ---------------- | ---- | ---- | ----- | ----- | ----- | ----- |
| Манчестер Юнайтед | 1930/31          | 1    | 0    | 0     | 0     | 1     | 0     |
| Манчестер Юнайтед | 1931/32          | 2    | 0    | 0     | 0     | 2     | 0     |
| Манчестер Юнайтед | Итого            | 3    | 0    | 0     | 0     | 3     | 0     |
| Саутпорт          | 1932/33          | 4    | 0    | 0     | 0     | 4     | 0     |
| Саутпорт          | Итого            | 4    | 0    | 0     | 0     | 4     | 0     |
| Всего за карьеру  | Всего за карьеру | 7    | 0    | 0     | 0     | 7     | 0     |